# آیزناخ (راینلاند-فالتس)
آیزناخ (به آلمانی: Eisenach) یک شهر در آلمان است که در بیتبورگ-پروم واقع شده‌است.